# 凱爾本
凱爾本（旧称卡拉万 (Караван)）是吉爾吉斯賈拉拉巴德州的城鎮，位於該國西部，距離首府賈拉拉巴德220公里，始建於1930年，面積0.99平方公里，海拔高度約1,200米，2009年人口14,100。